# Vivant (album de François Feldman)
Pour les articles homonymes, voir Vivant.
Albums de François Feldman
Des larmes et de l'amour
(2004)
Singles
1. You Want Every Night[1]
Sortie : 5 janvier 2018
2. Be My Bro[2]
Sortie : 23 avril 2018
3. Câline-moi encore[3]
Sortie : 20 juillet 2018
4. Vivant
Sortie : 16 octobre 2018
5. Lou[réf. souhaitée]
Sortie : décembre 2018

Vivant est le huitième album studio de François Feldman. L'album est sorti le 11 avril 2018,.
Cinq chansons de l'album ont été sorties en single durant l'année 2018 : une nouvelle version de You Want Every Night, Be My Bro, Câline-moi encore, Vivant et Lou.

## Liste des titres
| No  | Titre                                                | Durée |
| --- | ---------------------------------------------------- | ----- |
| 1.  | Funky                                                | 3:17  |
| 2.  | Elle chante (duo avec Joniece Jamison)               | 4:13  |
| 3.  | Bébé d'amour                                         | 3:48  |
| 4.  | Si tu veux                                           | 3:39  |
| 5.  | Vivant                                               | 3:33  |
| 6.  | Câline-moi encore                                    | 4:06  |
| 7.  | L'Amnésie                                            | 3:46  |
| 8.  | Be My Bro (feat. Pedro Castaño et Florence François) | 3:28  |
| 9.  | Quand tu danses                                      | 4:17  |
| 10. | Lou                                                  | 3:55  |
| 11. | You Want Every Night (feat. Sholo Truth)             | 4:29  |